# Всеобщие выборы на Кубе (1908)
Всеобщие выборы на Кубе проходили 14 ноября 1908 года. На президентских выборах победу одержал Хосе Мигель Гомес, баллотировавшийся от Либеральной коалиции. На парламентских выборах Либеральная коалиция стала крупнейшей фракцией Палаты представителей, получив 49 из 83 мест парламента. Явка составила 71,0%.

## Результаты

### Президентские выборы
| Кандидат                           | Партия                             | Голосов | %    |
| ---------------------------------- | ---------------------------------- | ------- | ---- |
| Хосе Мигель Гомес                  | Либеральная коалиция               | 201 199 | 60,7 |
| Марио Гарсиа Менокаль              | Национальная консервативная партия | 130 256 | 39,3 |
| Недействительных/пустых бюллетеней | Недействительных/пустых бюллетеней |         | -    |
| Всего                              | Всего                              | 331 455 | 100  |
| Источник: Nohlen                   |                                    |         |      |

### Выборы в Сенат
| Партия                             | Голосов | % | Мест |
| ---------------------------------- | ------- | - | ---- |
| Либеральная коалиция               |         |   | 24   |
| Недействительных/пустых бюллетеней |         | - | -    |
| Всего                              |         |   | 24   |
| Источник: Nohlen                   |         |   |      |

### Выборы в Палату представителей
| Партия                             | Голосов | % | Мест |
| ---------------------------------- | ------- | - | ---- |
| Либеральная коалиция               |         |   | 49   |
| Национальная консервативная партия |         |   | 34   |
| Недействительных/пустых бюллетеней |         | - | -    |
| Всего                              |         |   | 83   |
| Источник: Nohlen                   |         |   |      |